# Wiktor Bielajew
Wiktor Michajłowicz Bielajew (ros. Виктор Михайлович Беляев; ur. 6 lutego 1888 w Niżniuralsku, zm. 16 lutego 1968 w Moskwie) – rosyjski muzykolog i etnograf.

## Życiorys
Ukończył konserwatorium w Petersburgu, gdzie od 1914 wykładał teorię muzyki. Od 1922 r. był członkiem rzeczywistym Państwowej Akademii Nauk o Sztuce, a tym samym działaczem Stowarzyszenia Współczesnej Muzyki. W roku 1923 przeniósł się do Moskwy, aby objąć katedrę teorii i historii muzyki w tamtejszym konserwatorium. Rok później został kierownikiem działu teorii sekcji muzycznej Akademii. Do Leningradu powrócił w roku 1942. Pracował wtedy przez dwa następne lata wykładając historię muzyki w konserwatorium. Następnie, ponownie wyjechał do Moskwy – tym razem na stałe. W 1944 r. uzyskał tytuł profesora i doktora nauk o sztuce. Wiktor Bielajew publikował w kraju i za granicą artykuły biograficzne i metodyczne o współczesnych kompozytorach. W latach 30. XX w. rozpoczął skrupulatne badania tradycji ludowych narodów ZSRR i rejestrację ich dorobku folklorystycznego. Pisał również prace o instrumentach i muzyce ludowej oraz przygotowywał wznowienie wydania dawnych zbiorów pieśni ludowych. W roku 1959 zrezygnował z nauczania, aby w pełni poświęcić się pracy badawczej w Instytucie Historii Sztuki w Moskwie. 